# Microdytes shunichii
Microdytes shunichii är en skalbaggsart som beskrevs av Satô 1995. Microdytes shunichii ingår i släktet Microdytes och familjen dykare. Inga underarter finns listade i Catalogue of Life.